# Plectrocnemia dubitans
Plectrocnemia dubitans là một loài Trichoptera trong họ Polycentropodidae. Chúng phân bố ở miền Cổ bắc.